# جان هين (سباحة)
جان مارجو هين (من مواليد 11 أغسطس 1947)، والمعروفة أيضًا بلقب زوجها جان هوكينز، هي سبّاحة أمريكية سابقة، وبطلة أولمبية، وحاملة للرقم القياسي العالمي السابق.
وُلدت جان هين في 11 أغسطس 1947 في أوكلاند بولاية كاليفورنيا. ركزت معظم مسيرتها المهنية في السباحة على سباحة الصدر، وسجلت العديد من الأرقام القياسية الأمريكية في مسافات مختلفة. وكانت أيضًا لاعبة كرة ماء متميزة.
حصلت جان في الألعاب الأولمبية الصيفية لعام 1968 في مكسيكو سيتي، على أربع ميداليات منها ذهبيتان. وفازت جان بميدالية ذهبية من خلال السباحة مع الفريق الأمريكي الفائز في سباق التتابع الحر 4 × 100 متر للسيدات. سجلت هي وزملاؤها في فريق التتابع جين باركمان وليندا جوستافسون وسوزان بيدرسن رقمًا قياسيًا أولمبيًا جديدًا قدره 4:02.5 في النهائي. كما سبحت أيضًا مع الفريق الأمريكي الحائز على الميدالية الذهبية في التصفيات التمهيدية لسباق التتابع المتنوع 4 × 100 متر ،  ولكن بموجب قواعد السباحة الدولية المعمول بها في عام 1960، لم تحصل على ميدالية لأنها لم تشارك في الحدث النهائي.
فازت جان على المستوى الفردي بميدالية ذهبية لحصولها على المركز الأول في سباق 100 متر حرة للسيدات. وأنهت جان السباق في المركز الثاني خلف ديبي ماير، لاستكمال اكتساح الأمريكان للحدث حيث فازت جين باركمان أيضًا بالمركز الثالث وحصلت أيضًا على الميدالية الفضية عن المركز الثاني في سباق 200 متر سباحة حرة، والميدالية البرونزية لحلولها في المركز الثالث في سباق 200 متر فردي متنوع.
بعد دورة الألعاب الأولمبية لعام 1968، التحقت هين بجامعة ولاية أريزونا، حيث سبحت لفريق أريزونا ستيت صن ديفلز للسباحة والغوص في مسابقة رابطة ألعاب القوى بين الكليات للسيدات من عام 1968 إلى عام 1972. كما كانت عضوًا في فرق بطولة ألعاب القوى بين الكليات للسيدات التابعة لـمنمة صن ديفلز في أعوام 1969 و1970 و1971، وفازت في البطولة الوطنية الفردية في سباق 100 ياردة سباحة صدر و200 ياردة حرة و4 × 100 ياردة تتابع حر في عام 1970. أُدرج اسمها في قاعة المشاهير الرياضية بجامعة ولاية أريزونا في عام 1976.
أُدرج اسم جان هين في قاعة المشاهير الدولية للسباحة باعتبارها "سباحة شرفية" في عام 1979.

## روابط خارجية
- جان هيني (الولايات المتحدة الأمريكية) - ملف تعريف السباح الشرفي في قاعة مشاهير السباحة الدولية على آلة وايباك. (أرشفة 2 أبريل 2015)